# 21-ша армійська група (Третій Рейх)
21-ша армійська група (нім. Armeegruppe XXI) — армійська група Сухопутних військ Вермахту за часів Другої світової війни.

## Історія
21-ша армійська група сформована 1 березня 1940 року з 21-го армійського корпуса у зв'язку з підготовкою Вермахту до вторгнення у Данію та Норвегію. 9 квітня 1940 року з початком операції «Везерюбунг» 21-ша армійська група вдерлася на територію незалежних країн і протягом двох місяців завершила окупацію Данії та Норвегії. 19 грудня 1940 року її перейменували на армію «Норвегія».

## Райони бойових дій
- Німеччина (березень — квітень 1940);
- Данія, Норвегія (квітень 1940);
- Норвегія (квітень — грудень 1940).

## Командування

### Командири
- генерал від інфантерії Ніколаус фон Фалкенхорст (нім. Nikolaus von Falkenhorst) (1 березня — 19 грудня 1940).

## Бойовий склад 21-ї армійської групи
Формування управління, забезпечення та підтримки
- 1/729 дивізіону важкої артилерії;
- 1/,2/,3/730 дивізіону важкої артилерії;
- 916-та батарея 150-мм важких гармат;
- 939-та батарея 150-мм важких гармат;
- 3-тя рота 40-го танкового батальйону;
- 40-ва залізнична рота;
- 41-ша залізнична рота;
- 463-тя рота зв'язку;
- 2./640 рота радіозв'язку;
- 2./640 рота телефонного зв'язку;
- взвод 9./645 роти телефонного зв'язку.

- 31-ше командування особливого призначення;
- 2-га гірсько-піхотна дивізія;
- 3-тя гірсько-піхотна дивізія.

- 2-га гірсько-піхотна дивізія;
- 3-тя гірсько-піхотна дивізія.
- 69-та піхотна дивізія (69. Infanterie-Division);
- 163-тя піхотна дивізія (163. Infanterie-Division);
- 181-ша піхотна дивізія (181. Infanterie-Division);
- 196-та піхотна дивізія (196. Infanterie-Division);
- 214-та піхотна дивізія (214. Infanterie-Division).